# Música da Índia

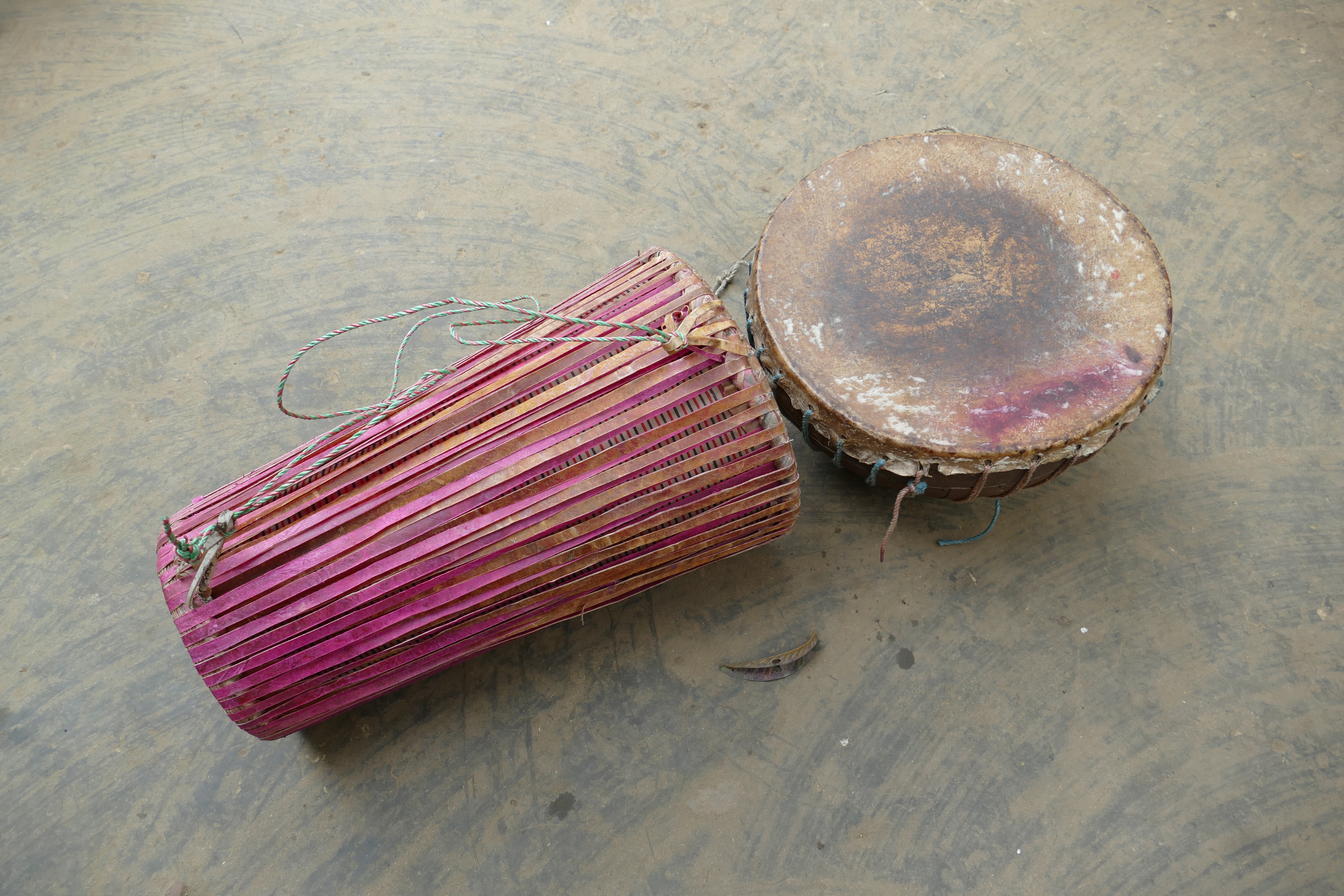
Tamak ' (d.) E Tumdak' (e.) - tambores típicos do povo Santhal, fotografados em uma vila no distrito de Dinajpur, Bangladesh.

A música da Índia é composta por diversos estilos musicais, desde a música clássica indiana até as músicas pop dos filmes musicais indianos de Bollywood. Entre seus expoentes, estão Ravi Shankar e Sheila Chandra.
A música tradicional do país é ligada à religião e à filosofia.

## História
A lenda diz que Brama, uma das mais importantes divindades do hinduísmo, ensinou a arte da música a Narada, que por sua vez passou os ensinamentos aos humanos.
Os mais antigos registros musicais locais são aqueles que compõem o Vedas, e as recitações cantadas foram se tonando parte essencial dos ritos de adoração disseminados pelos arianos conforme eles ocupavam a península indiana. Os ensinamentos do Natya Shastra, que data de vários séculos antes e depois de Cristo; e do Sangita Makarandah, dos séculos VIII e IX, também são considerados importantes ensinamentos históricos.
Em tempos relativamente recentes, no século XVII, autores começaram a dividir a música indiana em dois grupos principais: a música hindustani do norte, influenciada pelas culturas árabe e persa; e a música carnática do sul.

## Características
Tradicionalmente, acredita-se que a música pode ser  produzida pela vibração do éter - música audível apenas para os deuses - e pela vibração do ar - esta feita e ouvida pelos humanos.
Seu sistema melódico se baseia nos ragas, que são a base de criação musical com 5, 6 ou 7 notas relacionadas com as estações do ano, horas do dia, emoções, castas, etc.

### Instrumentos
A música tradicional indiana coloca muita ênfase no canto, a ponto de instrumentos serem tocados de forma a se aproximarem da voz humana. Isso não impediu o surgimento de uma considerável variedade de instrumentos, que são divididos em quatro categorias desde os tempos do Natya Shastra: cordas, sopros, percussão de membranas e percussão de metais.
No grupo das cordas, os exemplo mais notórios são o vina e o sitar, parecidos com o alaúde europeu. Já os sopros consistem geralmente em conchas, trompas e flautas, estas últimas comumente tocadas por krishna em suas representações na arte.
Os instrumentos de percussão podem se mostrar versáteis em termos de tonalidade por conta dos tipos de superfícies concêntricas usadas em suas peles e também pela maneira como o músico acerta sua superfície.